# Municipio de Meigsville
El municipio de Meigsville (en inglés: Meigsville Township) es un municipio ubicado en el condado de Morgan en el estado estadounidense de Ohio. En el año 2010 tenía una población de 895 habitantes y una densidad poblacional de 11,02 personas por km².

## Geografía
El municipio de Meigsville se encuentra ubicado en las coordenadas 39°38′15″N 81°45′27″O / 39.63750, -81.75750. Según la Oficina del Censo de los Estados Unidos, el municipio tiene una superficie total de 81.22 km², de la cual 80,61 km² corresponden a tierra firme y (0,75 %) 0,61 km² es agua.

## Demografía
Según el censo de 2010, había 895 personas residiendo en el municipio de Meigsville. La densidad de población era de 11,02 hab./km². De los 895 habitantes, el municipio de Meigsville estaba compuesto por el 97,77 % blancos, el 0,78 % eran afroamericanos, el 0,34 % eran amerindios, el 0,22 % eran de otras razas y el 0,89 % eran de una mezcla de razas. Del total de la población el 0,22 % eran hispanos o latinos de cualquier raza.